# Besleria seitzii
Besleria seitzii är en tvåhjärtbladig växtart som beskrevs av Carl Karl Wilhelm Leopold Krug och Ignatz Urban. Besleria seitzii ingår i släktet Besleria och familjen Gesneriaceae. Inga underarter finns listade i Catalogue of Life.